# Andrei Tuomola
Andrei Tuomola (ur. 4 maja 1989) – fiński pływak, specjalizujący się głównie w stylu dowolnym i klasycznym.
Brązowy medalista mistrzostw Europy na krótkim basenie z Chartres (2012) w sztafecie 4 x 50 m stylem dowolnym.